# Bussi sul Tirino
Bussi sul Tirino est une commune de la province de Pescara, dans la région Abruzzes, en Italie.

## Administration
| Période                                  | Période  | Identité                | Étiquette | Qualité |
| ---------------------------------------- | -------- | ----------------------- | --------- | ------- |
| 30 mai 2006                              | En cours | Marcellino Maria Chella |           |         |
| Les données manquantes sont à compléter. |          |                         |           |         |

### Hameaux
Bussi Officine, Cirichiello.

### Communes limitrophes
Capestrano (AQ), Castiglione a Casauria, Collepietro (AQ), Corvara, Navelli (AQ), Pescosansonesco, Popoli, Tocco da Casauria.